# Гончаров, Пётр Тихонович
Пётр Тихонович Гончаров (12 июля 1923—1950) — сержант Красной армии; участник Великой Отечественной войны и полный кавалер ордена Славы.

## Биография
Родился 12 июля 1923 года в селе Малиновка (Чугуевский район, Харьковская область, Украина) в семье крестьянина. По национальности — украинец. После окончания 7 классов школы, начал работать в колхозе.
В Красной Армии с 22 мая 1941 года. На передовой с 10 ноября того же года. Воевал на Южном фронте, Юго-Западном фронте (с 20 октября 1943 года назывался 3-м Украинским фронтом), 2-м Украинском фронте и 1-м Украинском фронте.
Участвовал в: обороне Севастополя, Изюм-Барвенковской наступательной операции, Донбасской наступательной операции, освобождении Левобережной Украины, битве за Днепр, Кировоградской наступательной операции, Уманско-Ботошанской наступательной операции, Ясско-Кишиневской наступательной операции, Сандомирско-Силезской наступательной операции, Нижне-Силезской наступательной операции, Берлинской наступательной операции и Пражской наступательной операции. За время войны был дважды ранен.
Ночь с 16 на 17 мая 1944 года красноармеец Пётр Гончаров будучи разведчиком взвода пешей разведки действовал в разведывательной группе, выполняя боевую задачу по в плен «языка» близ села Вултури (ныне коммуна Поприкань жудеца, Яссы, Румыния). Подобравшись к вражеской траншеи с тыла, он закидал её гранатами, а потом вместе с тремя разведчиками захватил в плен пулемётчика. За это командир полка представил его к награждению орденом Славы 3-й степени. Однако приказом командира дивизии от 25 мая 1944 года Пётр Гончаров был награждён медалью «За отвагу».
Ночью с 19 на 20 мая 1944 года в том же районе Пётр Гончаров выполняя боевую задачу на переднем крае противника. Вместе с командиром взвода он ворвался во вражескую траншею, гранатами забросал противника и взял в плен румынского солдата, который дал ценные для командования сведенья о системе обороны на участке полка. Во время боя Пётр Гончаров получилранение. Командир полка представил Петра Гончарова к награждению орденом Красной Звезды, но приказом командира дивизии от 14 июня 1944 года красноармеец Пётр Гончаров был награжден орденом Славы 3-й степени.
Ночью с 14 на 15 июля 1944 года в том же районе Пётр Гончаров скрытно приблизился к вражеской траншее и гранатами уничтожил расчёт станкового пулемёта, который состоял из четырёх солдат, захватил в плен «языка» и доставил его в штаб полка. 1 августа того же года сержант Пётр Гончаров был награжден орденом Славы 2-й степени.
20 августа 1944 года после начала Ясско-Кишиневской операции, во время прорыва обороны противника северо-восточнее Ясс (Румыния) командир отделения Пётр Гончаров вместе со своим отделением был одним из первых кто ворвался во вражескую траншею. Уничтожили 2 миномёта вместе с расчётами, 1 станковый пулемёт и приблизительно 20 вражеских солдат, так же взял в плен 10 немецких солдат. 24 марта того же года сержант Пётр Гончаров был награжден орденом Славы 1-й степени, став полным кавалером ордена Славы.
Демобилизовался в 1946 году. Проживал во Львове (Украина), где работал в строительной организации. Погиб в 1950 году.

## Награды
Пётр Тихонович Гончаров получил следующие награды:
- Полный кавалер ордена Славы:
Орден Славы 1-й степени (24 марта 1945 — № 619);
Орден Славы 2-й степени (1 августа 1944 — № 6291);
Орден Славы 3-й степени (14 июня 1944 — № 84414);
- Медаль «За отвагу» (22 мая 1944);
- так же другие медали.